# Tabanus geniculatus
Tabanus geniculatus är en tvåvingeart som beskrevs av Wulp 1881. Tabanus geniculatus ingår i släktet Tabanus och familjen bromsar. Inga underarter finns listade i Catalogue of Life.